# Francisco González Gómez
Francisco González Gómez (Santander, 1918-7 de marzo de 1990), también conocido como Francisco, fue un dibujante, escultor y caricaturista considerado en su tiempo como un renovador de la caricatura en España.

## Biografía
Francisco González nació en Santander en 1918, hijo de Inés Gómez Cacho y del industrial cántabro y consejero de la Mutua Montañesa de seguros Tomás González Obregón. Junto con su hermano Alfredo González Gómez, trabajó en el taller de hojalatería y fontanería propiedad de su padre, donde concibió algunas de sus obras, en particular unas pequeñas esculturas que bautizó como "Aceros Dinámicos", inspiradas en los pequeños trozos de zinc esparcidos por su mesa de trabajo, y que mostraría en sus dos últimas exposiciones. Trabajó para El Diario Montañés como caricaturista desde 1946 hasta 1979 y llevó a cabo varias exposiciones en distintas capitales españolas.
El escritor y pintor Juan Antonio Pérez del Valle escribió sobre él:

[...] Francisco penetraba en una sala de conciertos, o en una asamblea, silencioso como una sombra, echaba una mirada al cuarteto de concertistas, o la mesa presidencial y lentamente se iba al periódico para allí en un momento, hacer lo que en realidad son los verdaderos retratos psicológicos, las caricaturas, que realizaba con una gran elegancia de trazo e innumerables recursos expresivos, a veces resultando prodigiosas síntesis.
Juan Antonio Pérez del Valle, Francisco, la huella de un artista. El Diario Montañés, 14 de marzo de 1990

Francisco fue miembro del patronato de la Fundación Obra San Martín, institución para la que diseñó la escultura "San Martín de la Media Capa", entregada anualmente como reconocimiento hacia colaboradores destacados de la obra. Asimismo, colaboró con la revista San Martín, perteneciente a esta misma fundación.
Falleció en Santander el 7 de marzo de 1990 a los 72 años de edad.

## Exposiciones
- Su primera exposición tuvo lugar en el Ateneo de Santander, en 1941.

- En 1952, la galería de arte Sur de Santander acogió una exposición de caricaturas.

- En 1953 y en 1954 participó en el Salón de Humoristas.

- La galería de arte Sur de Santander acogió del 26 de noviembre al 8 de diciembre de 1954 una exposición de 32 caricaturas, entre las que figuraban personajes como su amigo el poeta José Hierro o el pintor Julio de Pablo.

- La sala de exposiciones María Blanchard, con la colaboración del Gobierno de Cantabria realizó, entre el 18 de diciembre de 1989 y el 5 de enero de 1990, una exposición de acuarelas como homenaje a su obra.

### Otras exposiciones
Las galerías Laínz acogieron una exposición titulada "Cambios-Transciciones-Aceleraciones", que incluía, además de caricaturas, pequeñas esculturas realizadas en acero denominadas "Aceros dinámicos". Asimismo, expuso en la sala catalana Vayreda, donde fue presentado por Lasa, caricaturista de fama internacional.
La sala de exposiciones de Caja Cantabria y la sala Rúa acogieron también sus obras, siendo la última exposición la llevada a cabo en el Centro Cultural Doctor Madrazo, donde expuso, además de caricaturas, esculturas y pinturas al agua.